# 萩原宿
萩原宿（はぎわらじゅく）は、美濃路の宿場である。現在の愛知県一宮市萩原町にある。

## 概要
日光川の東に位置する。美濃路の宿場では最も小規模である。
現在の一宮市萩原町は宿場としての建物は少なく、商店街になっている。商店街は昭和30年代 - 40年代のレトロな感じがある。毎年5月には萩原宿チンドン祭りが行なわれる。

## 最寄り駅
- 名鉄尾西線 萩原駅

## 史跡・みどころ
- 本陣跡
- 脇本陣跡
- 問屋場跡
- 孝行佐吾平遭難遺跡
  - 天保年間、明石藩主松平斉宣の参勤交代の行列の前を、佐吾平が暴れ馬を取り押さえようとした際に横切ってしまった。この為、佐吾平は無礼打にされた。佐吾平は母親孝行で評判であり、村人はその死を悼み、祠をたてた。この話を聞いた尾張藩は明石藩を責め、明石藩が尾張藩領を通過する際は、夜間で葬式の装いをしてのみ通行を許可したという。

## 隣の宿
美濃路
稲葉宿 - 萩原宿 - 起宿